# تيس ليديو
تيس ليديو (مواليد 23 نوفمبر 2001) هي لاعبة تزلج حر فرنسية.

## وصلات خارجية
- تيس ليديو على موقع الاتحاد الدولي للتزلج (التزلج الحر) (الإنجليزية)
- تيس ليديو على موقع اللجنة الأولمبية الدولية (الإنجليزية)
- تيس ليديو على موقع أوليمبيديا (الإنجليزية)
- تيس ليديو على موقع اللجنة الأولمبية الفرنسية (مؤرشف) (الفرنسية)
- تيس ليديو على موقع ألعاب إكس (مؤرشف) (الإنجليزية)